# BSふれあいステージ
『BSふれあいステージ』（ビーエス・ふれあいステージ）は、NHKデジタル衛星ハイビジョン、衛星第2テレビ並びにNHKワールド・プレミアムにて2007年4月から2008年3月まで1年間放送された公開番組。放送時間は衛星第2テレビでは月 - 木の18:00 - 18:45、デジタル衛星ハイビジョンでは月 - 木の16:00 - 16:45（再放送は翌週の同じ曜日の深夜=正式には火 - 金の1:00 - 1:45）。ワールドプレミアムでは月 - 木の00:10 - 00:53。
2006年度に放送された「シブヤらいぶ館」から発展させた同番組は、毎週月曜日と火曜日にみんなの広場ふれあいホール（NHK放送センターの敷地内にあるオープンスタジオ）を会場に収録があり、その模様を1ヶ月程度後に随時上掲2チャンネルで放送するというものであった。2008年からは「ふれあいステージ」というゾーンの枠組みはなくなったが、これらを踏襲した番組が放送されている。

## 放送していた番組・イベント

### 月曜日隔週収録
演歌いっぽん勝負 （月曜日放送）
ベテラン演歌歌手が登場し、その持ち歌の数々を熱唱する。
司会進行:水前寺清子
お好み寄席 （火曜日放送）
漫才・落語・漫談・講談・浪曲などの伝統話芸などを披露する。司会進行:中川緑アナ。コーナーとして毎回「師弟競演」「長講一席」「演芸○題」「花の落語家六人衆」のいずれかが放送される。「師弟競演」は、落語・漫談・講談などの師承と弟子のインタビューと　それぞれが演じる演目が披露される。「長講一席」は、一人の落語・講談・浪曲等の演者を招いて　じっくりと放送時間いっぱいに演じてもらい　最後にインタビュー等もある。「演芸○題」は　主に漫談・コントなど　様々な色物の演芸を数組放送（なので「演芸○題」、「○題」はその時の演者の数による）。「花の落語家六人衆」（第1週目の火曜日に放送）では、「お笑いブレインバトル」（2008年9月放送分からは「お好み大喜利」に改題）として「六人衆」（桂竹丸、初音家左橋、三遊亭笑遊、9代目春風亭柏枝（現：8代目春風亭柳橋）、立川文都、桂小南治（現：3代目桂小南）。以上の6人は2006年4月から2009年3月までのメンバー。）が「名人」のランク（入替制でランクは下から「見習い」、｢前座」、｢二ツ目」、｢真打ち」、「大看板」、｢名人」）を目指し、とんちを利かせた答えを出すというもので（大喜利風な物）、最終的に「名人」のランクにいた落語家が落語を一席披露できるという特典がある（独立番組化した2008年4月以降は最終的に「見習い」にいた落語家は番組の最後に特別エクササイズとして罰ゲーム（初回はランニングマシーン2回目以降は。風船割など）をしながら謎掛けをしなければならないというルールが追加され、出題は今回「名人」となった落語家から出されるというものだったが、2008年8月放送分で終了となった。）。スーパーバイザーとして二代目　橘家蔵之助が「お笑いブレインバトル」の手伝い及び「落語エンタメ塾」（後に「大江戸なるほど塾」）を担当（2009年3月はコーナーの放送はなし）。全てのコーナーは、前番組の「シブヤらいぶ館」より引き継いでいる。2008年4月からは「お好み寄席」がそのまま独立した番組タイトルとなって2010年現在も放送している。

### 火曜日隔週収録
音楽の楽園 （水曜日放送）
様々なジャンルのアーティストを招待する。前番組「シブヤらいぶ館」の「シングシングシング」（水曜日）と「歌のない音楽会」（木曜日）の枠を統合したものである。
司会進行:滑川和男アナ
爆笑最前線 （木曜日放送）
こちらは『厳選した旬の笑いを、ライヴ感たっぷりにお届けする「笑いの見本市」』と題して、2007年度より新設された若手お笑い芸人をフィーチャーする番組。月〜水とは趣向が大きく異なっている。司会はビビる大木と山崎バニラが担当。構成は、名が通った芸人による演目を届ける「特選芸人」。特選を目指す注目若手芸人たちの30秒ネタコーナー「特選への扉」。そして企画コーナーとなっている。番組のウェブサイトのURLはwww.nhk.or.jp/saizen-sen/である。末尾をsaizensen/（ハイフンなし） とすると「経済最前線」のURLに誘導されてしまう。

## 枠解消後
2008年3月で「ふれあいステージ」としては終了し、同年4月以後、音楽の番組2本は事実上「渋谷らいぶステージ」（引き続き水前寺が進行役）に統合された。但し、J-POPに関しては「ウエンズデー J-POP」が同時期からふれあいホールでの公開生放送となり、そちらで取り上げる機会が増えたため余り「-ふれあいステージ」に出演することはない。
お笑いの番組のうち「お好み寄席」は独立した番組として現在も継続。「爆笑最前線」は「"笑"たいむ（2008・2009）」として1年間放送されたが、こちらは終了し、事実上「お好み寄席」に統合。
そして、2011年のNHK-BSの再編に伴い、ふれあいステージの系譜を踏む公開番組は2011年3月に幕を閉じた。